# Dermophis oaxacae
La cecilia oaxaqueña (Dermophis oaxacae) es una especie de anfibio gimnofión de la familia Caeciliidae. Mide hasta 45 cm de longitud, de color azul oscuro segmentada por anillos. Es una especie subterránea y poco conocida. Es endémica de la zona costera pacífica meridional de México: desde Jalisco y Michoacán hasta Chiapas. Sus hábitats naturales incluyen bosques secos tropicales o subtropicales, montanos secos, plantaciones, jardines rurales y zonas previamente boscosas ahora muy degradadas. Se considera Sujeta a Protección Especial por la Norma Oficial Mexicana 059 de SEMARNAT. 